# Pustelnia Niłowo-Stołobieńska
Pustelnia Niłowo–Stołobieńska (ros. Нило-Столобенская пустынь) – męski monaster w eparchii twerskiej Rosyjskiego Kościoła Prawosławnego. Położony na wyspie Stołobnyj na jeziorze Seliger.

## Historia

### Powstanie klasztoru
W XVI wieku na terenie wyspy Stołobnyj znajdowała się pustelnia późniejszego świętego mnicha Nilusa (Niła) Stołobieńskiego. Pustelnik zmarł w 1554 i został pochowany w przygotowanym przez siebie grobie.
W 1594 patriarcha moskiewski Hiob polecił założyć na tym miejscu męski klasztor. Jego pierwszym przełożonym i twórcą został hieromnich German Stołobieński. Z jego inicjatywy na wyspie powstały: drewniana cerkiew, dzwonnica oraz budynek z sześcioma celami dla mnichów. Zmarł on w 1614, gdy monaster był w bardzo złej sytuacji ekonomicznej z powodu nieurodzajów i wojen. Po jego śmierci obowiązki przełożonego klasztoru przejął mnich Nektariusz, uczeń duchowny zmarłego zakonnika. Jego działalność jako przełożonego oraz prowadzony ascetyczny tryb życia zwróciły uwagę licznych hierarchów cerkiewnych i możnowładców na istniejący od kilkunastu lat klasztor. Bojar B. Łykow przekazał mnichom prawo wyłącznego połowu ryb w jeziorze oraz półwysep Swiatica i wyspę Gorodomlię, wreszcie wspierał monaster finansowo. W 1620 mnich Nektariusz został podniesiony do godności ihumena przez metropolitę nowogrodzkiego Makarego. Klasztor otrzymał również wsparcie ze strony cara Michała I Romanowa, stając się tym samym jednym z ośrodków życia monastycznego pozostających pod stałą opieką dynastii Romanowów.
Dzięki uzyskiwanej pomocy możliwa była znacząca rozbudowa zabudowań monasterskich. W 1622 powstała pięciokopułowa cerkiew Opieki Matki Bożej, zaś trzynaście lat później nad grobem św. Niła wzniesiono cerkiew Objawienia Pańskiego. Rozbudowano również budynki mieszkalne, zaś całość otoczono murem z ośmiokondygnacyjną dzwonnicą nadbramną. Mnisi otworzyli filialne domy zakonne w Moskwie, Nowogrodzie Wielkim oraz Ostaszkowie.

### XVIII–XX wiek
W XVIII i XIX wieku Pustelnia Niłowo-Stołobieńska stała się znaczącym ośrodkiem pielgrzymkowym. Ze względu na niewystarczające rozmiary istniejących w niej obiektów sakralnych, w latach 1821–1833 na miejscu dawnej cerkwi Objawienia Pańskiego powstał znacznie większy sobór pod tym samym wezwaniem. Celem pielgrzymek były głównie relikwie św. Nilusa oraz należąca niegdyś do niego Seligierska Ikona Matki Bożej, uznawana za cudowną. W 1832 klasztor liczył 60 mnichów i posłuszników. W XIX stuleciu kompleks budynków monasterskich został poszerzony o nowe zabudowania mieszkalne oraz cerkiew św. Michała Archanioła.

### Po rewolucji październikowej
W czasie akcji otwarcia relikwii Rosyjskiego Kościoła Prawosławnego w 1919 na polecenie władz radzieckich została otwarta raka z relikwiami św. Nilusa ze Stołobny, które następnie przewieziono do muzeum krajoznawczego w budynkach monasteru Ikony Matki Bożej „Znak” w Ostaszkowie. W czasie konfiskaty majątku Rosyjskiego Kościoła Prawosławnego władze przejęły cenne wyposażenie świątyń monasterskich, uzyskiwane przez stulecia drogą darów. W 1928 w klasztorze po raz ostatni została odprawiona Święta Liturgia. Następnie został on skasowany, zaś wspólnota zakonna zmuszona do rozproszenia.
Po likwidacji monasteru w jego zabudowaniach znajdowały się kolejno: kolonia karna, zakład dla młodocianych przestępców. W czasie II wojny światowej znajdował się obóz jeniecki dla 6364 jeńców polskich (wrzesień 1939 – maj 1940) rozstrzelanych następnie w Twerze – głównie funkcjonariuszy Policji, Żandarmerii Wojskowej, Straży Granicznej, Straży Więziennej, Korpusu Ochrony Pogranicza oraz żołnierzy, sędziów i prokuratorów. 44 z nich umarło w obozie do maja 1940, natomiast 6311 zostało zamordowanych w Twerze (dawny Kalinin) i pochowanych w Miednoje.
Latem 1940 przywieziono żołnierzy Wojska Polskiego z terenu Litwy i Łotwy. W latach 1944–1945 zorganizowano obóz dla żołnierzy Armii Krajowej.

### Po II wojnie światowej

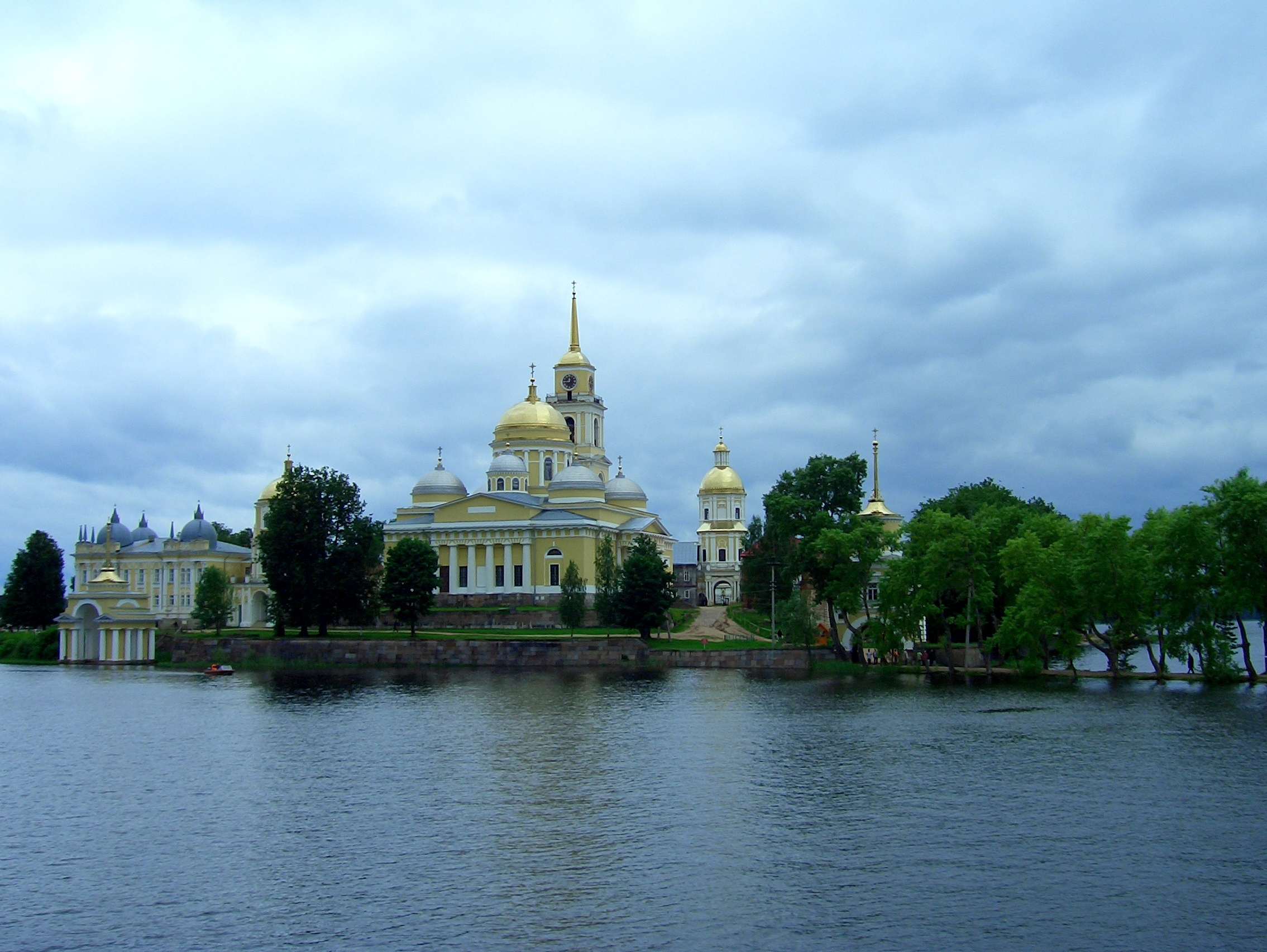
Widok obecny (2010)

Po wojnie znajdował się: szpital (do lat 60.), kolonia karna, dom starców. Od lat 60. zniszczony klasztor posiadał status zabytku. W 1971 został zaadaptowany na schronisko turystyczne, jednak już pod koniec stulecia zespół zabudowań klasztornych był porzucony i zaniedbany. Dopiero po upadku ZSRR monaster wrócił pod zarząd eparchii twerskiej Rosyjskiego Kościoła Prawosławnego i został poddany niezbędnym pracom remontowym, pozwalającym na reaktywację życia mniszego.
Patriarcha Moskwy i całej Rusi Aleksy II w czasie swojego pobytu w eparchii twerskiej nazwał Pustelnię Niłowo-Stołobieńską perłą ziemi twerskiej.
W październiku 2011 wspólnota Pustelni poinformowała o zamiarze utworzenia na terenie klasztoru muzeum jego historii, w którym jedna z sal miała zostać poświęcona polskim jeńcom przetrzymywanym w budynkach dawnego monasteru w latach 1939–1940. Otwarcie ekspozycji miało miejsce we wrześniu 2012.